# Saleh Dawud
Saleh Dawud (perski: صالح داود) – miejscowość w Iranie, w ostanie Chuzestan. W 2006 roku liczyła 1958 mieszkańców w 285 rodzinach.